# Color del cel
Una part de la radiació electromagnètica emesa pel sol es reflecteix per l'atmosfera terrestre i no arriba a l'ull de l'observador terrestre, part d'aquesta radiació és visible (llum). Una altra part penetra l'atmosfera, i eventualment la travessa, més o menys directament, fins a arribar a l'ull de l'observador. L'atmosfera terrestre difon la radiació provinent del sol, i encara més si la seva longitud d'ona és curta (el que correspon, dins de l'espectre visible, als colors propers al violeta.
Quan dirigim la mirada cap al sol o en la seva direcció, percebem la radiació solar més directa, és a dir, la radiació de longitud d'ona més llarga (colors que tendeixen cap al vermell, i per tant, menys difosos per l'atmosfera.
En canvi, quan dirigim la mirada cap a una altra direcció, percebem la radiació que prové del sol d'una manera indirecta, és a dir, aquella radiació de longitud d'ona curta (colors que tendeixen al violeta), més difosos per l'atmosfera.

## Espectre visible
L'ull humà només pot percebre una part de la radiació (llum) que emet el sol, per definició s'anomena aquesta radiació visible; la seva longitud d'ona està compresa entre els colors vermell, la més llarga, i el violeta, la més curta visible: vegeu espectre electromagnètic.

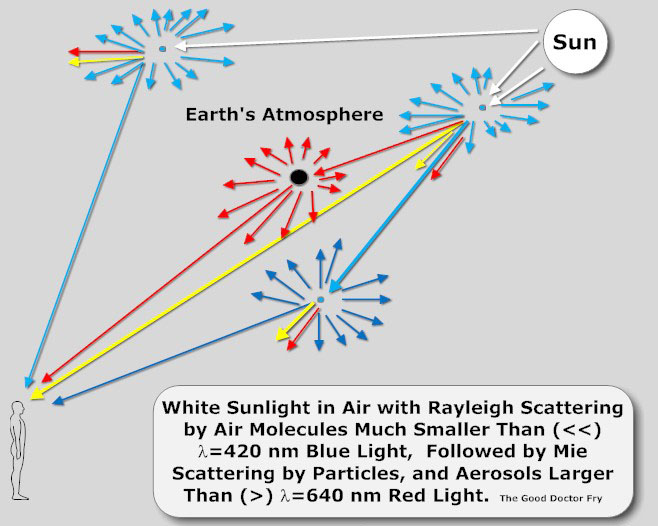
Dispersió de la llum produïda per les particules de l'atmosfera, segons la llei de Rayleigh.

Quan totes les freqüències estan presents en una proporció equivalent, percebem la llum blanca del ple sol. No obstant això, les diferents freqüències no reaccionen de la mateixa manera a diferents fenòmens.
- absorció
- refracció
- reflexió
- dispersió
- Difusió

Resultant que, segons la direcció de l'observació, la repartició en freqüència (l'espectre) és diferent i el color observat també varia.

## Efectes del gruix de l'atmosfera

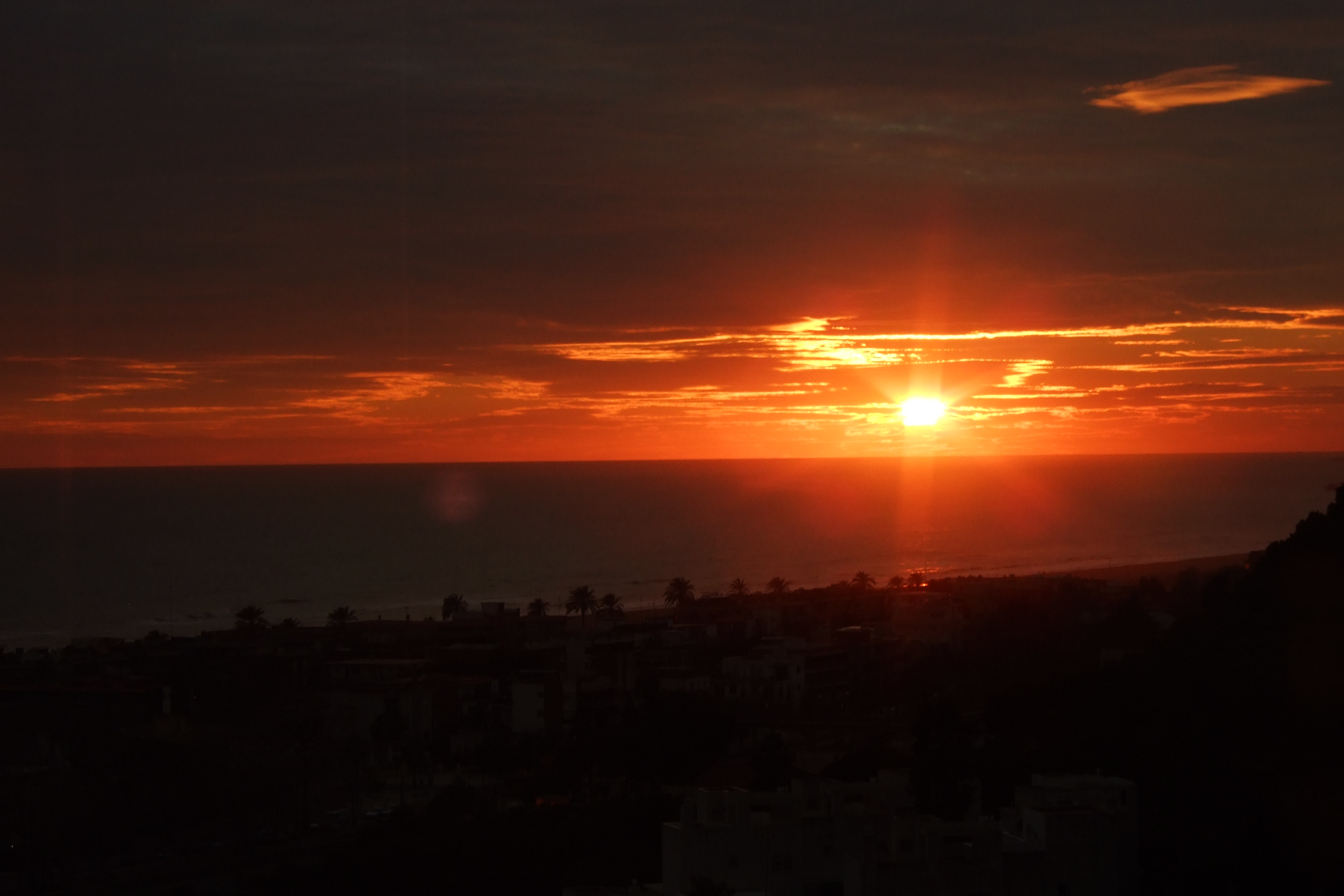
Sortida de sol a Castelldefels

L'efecte de la dispersió sobre la coloració del sol és més marcada prop de l'horitzó que al zenit: la llum té llavors un trajecte llarg a través de l'atmosfera i troba al seu pas més partícules.
Així, el color del cel variarà entre l'aurora i el crepuscle. A trenc d'alba i a la posta el sol es troba prop de l'horitzó, llavors sembla vermell perquè la llum blava es dispersa i només podem veure la llum que prové directament del sol.

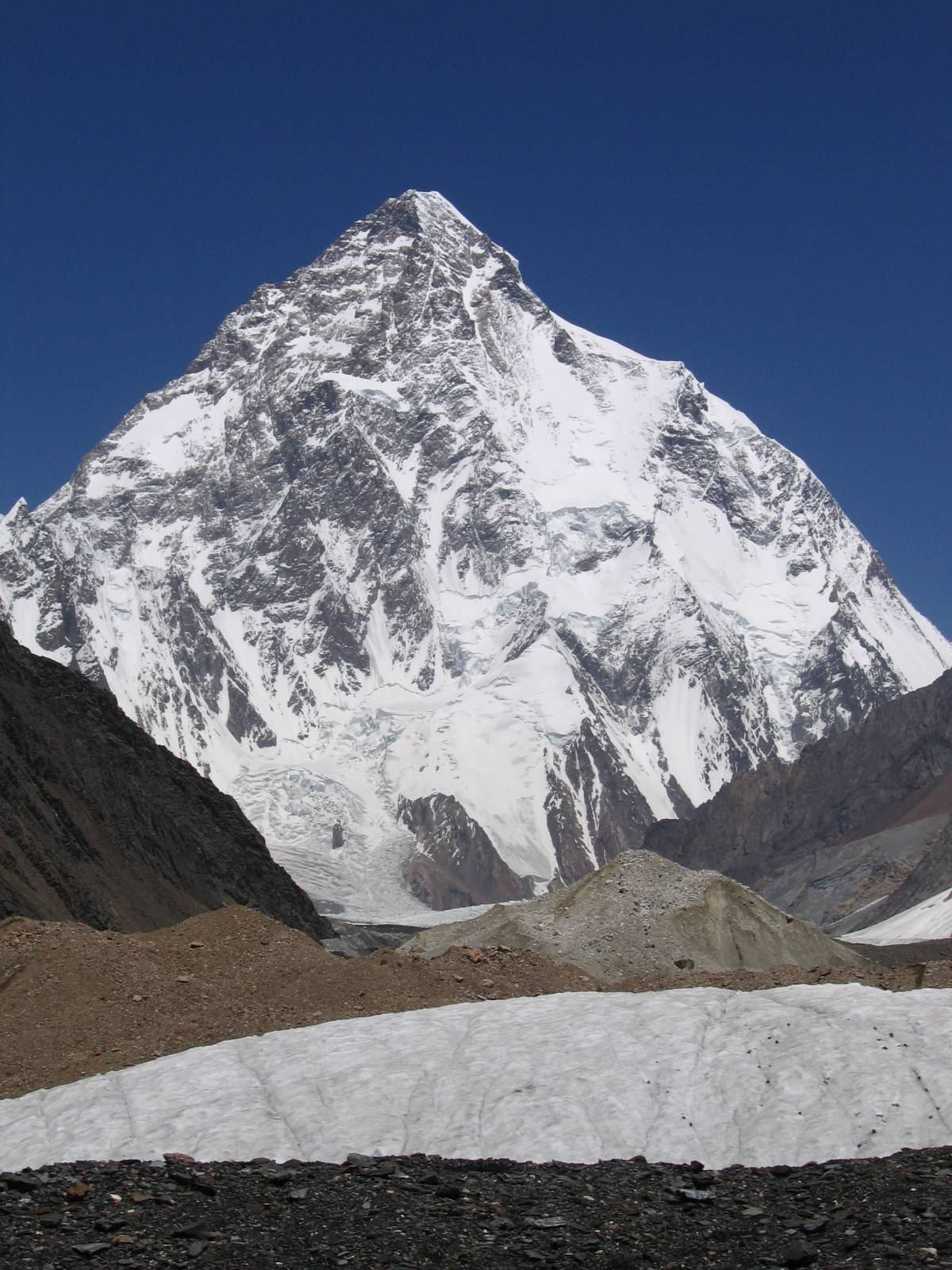
El cel al K2, des de la gelera Concòrdia

De la mateixa manera, en altitud, on l'aire és més rar, la dispersió és molt menys forta. Rebem, doncs, la llum més directa, i molta menys llum indirecta difusa per l'atmosfera: el cel és menys lluminós, el que dona un blau més profund.

## Efectes de la composició de l'atmosfera
La lluminositat del cel i la qualitat de la llum que emet depenen també de la composició de l'atmosfera i de la presència de partícules en suspensió.. Les molècules de l'aire difonen la llum amb un efecte selectiu, anomenat efectet Tyndall o difusió de Rayleigh, que dona un color blau al cel clar.
De fet,, la difusió de Rayleigh indica que el cel hauria de veure's violeta. A més, la llei del cos negre afirma que la radiació del Sol és més important en el domini del violeta (i més encara per l'ultravioleta, encara que l'ultravioleta queda filtrat per la capa d'ozó), que per al blau. No obstant això, l'ull humà en visió fotòpica presenta un pic de sensibilitat al voltant del verd (longitud d'ona 555 nm), mentre que la sensibilitat al violeta és 100 vegades més feble. El desfàs vers el verd condueix a veure un cel blau.
El vapor d'aigua és un element important de la lluminositat. El vapor d'aigua fa que la coloració vermella del sol (i el blau del cel) sigui més important al vespre que al matí, i al mar que al desert. Els núvols i la boira contenen gotetes d'aigua que absorbeixen i difonen la llum incidental, quan aquestes gotes són poc nombroses tenenun efecte de difusió que torna la volta celeste més lluminosa que un cel clar (en detriment de la llum directa), quan són denses, hi ha més absorció i s'enfosqueix el cel.

Les partícules en suspensió a l'aire (pols) juguen també un paper important, absorbeixen parcialment la llum, disminuint la quantitat global d'energia que arriba del sol i, per tant, la difonen de manera selectiva.

## Explicació
Sir John William Strutt Rayleigh calculà la intensitat dispersada pels difusors formats de molècules dipolars molt més petites que la longitud d'ona com:
{\displaystyle I=I_{0}\cdot 8\pi ^{4}\cdot N\alpha ^{2}\cdot {\frac {1+\cos ^{2}(\Theta )}{\lambda ^{4}\cdot R^{2}}}}

on
- N és le nombre de partícules
- {\displaystyle \lambda } és la longitud d'ona de la llum incidental
- {\displaystyle \alpha } és la polaritzabilitat
- {\displaystyle \Theta } és l'angle entre l'ona incidental i l'observador